# Thiếu niên Bao Thanh Thiên
Thiếu niên Bao Thanh Thiên (phần 1) (tiếng Hoa: 少年包青天, bính âm: Shao nian Bao Qing Tian, tiếng Anh: Young Justice Bao) là một bộ phim trinh thám, cổ trang dài 40 tập do Trung Quốc sản xuất vào năm 1999 và bắt đầu phát sóng vào đầu năm 2000. Thành công ngoài mong đợi đã thúc đẩy các nhà làm phim làm tiếp các phần 2 và 3, với một số thay đổi lớn trong dàn diễn viên chính. Tại Việt Nam, bộ phim được trình chiếu lần đầu trên đài VTV vào năm 2000 với tên gọi Tuổi trẻ Bao Thanh Thiên.

## Nội dung
Nội dung phim Tuổi trẻ của Bao Thanh Thiên 1 có bối cảnh chính là giai đoạn Bao Chửng chưa làm quan, khán giả sẽ được chứng kiến một Bao Công nũng nịu mẹ, lúng túng trước một cô gái và cả những chuyện phiêu lưu tình cảm của ông thời trẻ. Nhưng được thể hiện sinh động và rõ nét nhất là một Bao Công có trí thông minh, trung thực và có tài phán đoán khác thường. Từ vụ án xét xử một con lợn khi qua đường, ông đã tìm được kẻ ăn trộm tiền của người bán bánh rán. Bao Công trở nên nổi danh thiên hạ, đưa ra ánh sáng nhiều kẻ phạm tội, góp phần mang lại công bằng xã hội. Phần 1 bao gồm 7 truyện (Vang danh thiên hạ, Huyết tế đàn, Bí mật Ẩn Dật thôn, Ra oai trước điện, Ngũ Thử náo Tướng Quốc Tự, Ma Pháp ảo ảnh, Phan Long Kiếp).
Sang đến phần 2, bộ phim nói về câu chuyện khi Bao Chửng đã quyết định bỏ hết công danh lợi lộc hồi hương dạy học, hầu mẹ. Nhưng sau cùng vẫn không tránh khỏi sự kêu gọi của nhà vua và tiếp tục sát cánh cùng với Công Tôn Sách và Triển Chiêu để vạch mặt những tên tham quan ô lại hại nước, hại dân. Phần 2 gồm 6 truyện (Bản sắc Anh hùng, Tứ hải giai huynh đệ, Án Kim Long Tự, Án bức hoạ Thiếu nữ Mẫu Đơn Đình, Bí ẩn Tiêu Dao đảo, Thiên La Địa Võng).
Phần 3 là câu chuyện khi sau khi Bao Chửng bị mất trí nhớ khi rơi xuống vách núi 2 năm trước. Bao Chửng được một đoàn buôn ngựa cứu chữa, đưa đến trấn Song Hỷ. Vì đã mất trí nhớ, nên Bao Chửng biến thành Đại Bao ngốc nghếch, làm tạp vụ trong kỹ viện, cùng Tiểu Man, tiểu nha đầu trong kỹ viện kết thành cặp oan gia vui vẻ. Viên quan nước Liêu và người trong kỹ viện lần lượt bị giết hại, Bao Chửng gặp họa được phúc, hồi phục trí nhớ, phá giải vụ án giết người này. Khi Triển Chiêu và Công Tôn Sách tìm được Bao Chửng, họ lại lên đường đi phá những vụ án mới. Phần 3 gồm 6 truyện (Tái xuất giang hồ, Tam đại thần khí, Mặt nạ giết người, Phượng Hoàng câu hồn, Thiên Mang hiện, Sát diệt ương).

## Diễn viên

### Phần 1 (2000)
- Châu Kiệt vai Bao Chửng
- Nhậm Tuyền vai Công Tôn Sách
- Thích Tiểu Long vai Triển Chiêu
- Lý Băng Băng vai Lăng Sở Sở
- Lưu Di Quân vai Bàng Phi Yến
- Trịnh Phối Phối vai Bao Thẩm Thị
- Trần Đạo Minh vai Bát Hiền Vương
- Vương Hội Xuân vai Bàng Thái Sư
- Cổ Trí Cương vai Tống Nhân Tông

### Phần 2 (2001)
- Lục Nghị vai Bao Thanh Thiên
- Nhậm Tuyền vai Công Tôn Sách
- Thích Tiểu Long vai Triển Chiêu
- Phạm Băng Băng vai Tiểu Thanh Đình/Thiên Quan
- Lý Hủy vai Lục Tương Tương
- Đồng Đại Vỹ vai Tống Nhân Tông
- Công Phóng Mẫn vai Hoa Công Công

### Phần 3 (2006)
- Đặng Siêu vai Bao Chửng
- Triệu Dương vai Công Tôn Sách
- Thích Tiểu Long vai Triển Chiêu
- Tần Lệ vai Tiểu Man
- Dương Dung vai Tiểu Phong Tranh